# برلمان ويلز
برلمان ويلز (بالويلزية: Senedd Cymru، بالإنجليزية: Welsh Parliament)، والذي عرف حتى مايو 2020 باسم جميعة ويلز الوطنية (بالويلزية: Cynulliad Cenedlaethol Cymru) هي الهيئة التشريعية في ويلز، وتتكون من 60 مقعداً، يقع المقر الرئيسي لها في كارديف.